# Bankeryds landskommun
Bankeryds landskommun var en tidigare kommun i Jönköpings län.

## Administrativ historik
När 1862 års kommunalförordningar trädde i kraft den 1 januari 1863 inrättades i Sverige cirka 2 400 landskommuner samt 89 städer och ett mindre antal köpingar. Då inrättades i Bankeryds socken i Tveta härad i Småland denna kommun.
Ett år före 1952 års riksomfattande kommunreform, bildade den storkommun genom sammanläggning med den del av den tidigare kommunen Järstorp, som inte samtidigt inkorporerades i Jönköpings stad.
Nästa indelningsreform innebar att kommunen upplöstes år 1971 och att området gick upp i Jönköpings kommun
Kommunkoden 1952-1970 var 0614.

### Kyrklig tillhörighet
I kyrkligt hänseende tillhörde kommunen Bankeryds församling.

## Geografi
Bankeryds landskommun omfattade den 1 januari 1952 en areal av 37,88 km², varav 37,50 km² land. Efter nymätningar och arealberäkningar färdiga den 1 januari 1957 omfattade landskommunen den 1 november 1960 en areal av 37,98 km², varav 36,97 km² land.

### Tätorter i kommunen 1960
| Tätort     | Folkmängd |
| ---------- | --------- |
| Bankeryd   | 2 607     |
| Trånghalla | 543       |

Tätortsgraden i kommunen var den 1 november 1960 81,0 procent.

## Politik

### Mandatfördelning i valen 1938–1966
| 9 | 11 |

| 20 |

| 11 | 7 | 2 |

| 20 |

|  | 14 | 2 | 6 | 2 |

| 25 |

| 13 | 2 |  | 5 | 4 |

| 24 |

| 13 |  | 6 | 5 |

| 24 |

| 12 |  | 6 | 6 |

| 23 |

| 13 |  | 6 | 5 |

| 23 |

| 11 | 2 | 5 | 2 | 5 |

| 23 |